# Jelena Petoesjkova
Jelena Petoesjkova (Moskou, 17 november 1940 - aldaar, 8 januari 2007) was een amazone uit de Sovjet-Unie, die gespecialiseerd was in dressuur. Ze nam deel aan de Olympische Zomerspelen 1968 en behaalde de zesde plaats individueel en de zilveren medaille in de landenwedstrijd. Petoesjkova werd olympisch kampioen in de landenwedstrijd en won de zilveren medaille individueel tijdens de Olympische Zomerspelen 1972.
Petoesjkova was getrouwd met olympisch kampioen hoogspringen Valeri Broemel.

## Resultaten
- Olympische Zomerspelen 1968 in Mexico-Stad 6e individueel dressuur met Pepel
- Olympische Zomerspelen 1968 in Mexico-Stad  landenwedstrijd dressuur met Pepel
- Olympische Zomerspelen 1972 in München  individueel dressuur met Pepel
- Olympische Zomerspelen 1972 in München  landenwedstrijd dressuur met Pepel

1928: von Langen, Linkenbach, Lotzbeck ·
1932: Lesage, Marion, Jousseaume ·
1936: Pollay, Gerhard, Oppeln-Bronikowski ·
1948: Jousseaume, Saint-Fort Paillard, Buret ·
1952: Saint Cyr, Boltenstern, Persson ·
1956: Saint Cyr, Boltenstern, Persson ·
1964: Boldt, Klimke, Neckermann ·
1968: Neckermann, Klimke, Linsenhoff ·
1972: Petoesjkova, Kizimov, Kalita ·
1976: Boldt, Klimke, Grillo ·
1980: Kovsjov, Oegrjoemov, Misevitsj ·
1984: Klimke, Sauer, Krug ·
1988: Klimke, Linsenhoff, Theodorescu, Uphoff ·
1992: Balkenhol, Uphoff, Theodorescu, Werth ·
1996: Balkenhol, Schaudt, Theodorescu, Werth ·
2000: Werth, Capellmann, Salzgeber, Simons-de Ridder ·
2004: Kemmer, Schmidt, Schaudt, Salzgeber ·
2008: Kemmer, Capellmann, Werth ·
2012: Hester, Bechtolsheimer, Dujardin ·
2016: Rothenberger, Schneider, Bröring-Sprehe, Werth ·
2020: von Bredow-Werndl, Schneider, Werth ·
2024: Wandres, von Bredow-Werndl, Werth
- International Standard Name Identifier: 0000 0000 2553 2979
- Library of Congress Control Number: n84236348
- Virtual International Authority File: 67882160
- WorldCat: E39PBJfWWQyKRg9vpmPB8XCWjC